# Сан-Хуан-де-Альенде
Сан-Хуан-де-Альенде (исп. San Juan de Allende) — деревня в Мексике, штат Чиуауа, входит в состав муниципалитета Альенде. Численность населения, по данным переписи 2010 года, составила 287 человек.

## Топонимика
Название San Juan de Allende составное: Сан-Хуан в честь покровителя Святого Иоанна, а Альенде в честь одного из лидеров движения за независимость Мексики Игнасио Альенде.

## Географическое положение
Деревня расположена в южной части штата, на расстоянии около 14 км к востоку от города Валье-де-Игнасио-Альенде и в 38 км к западу от города Хименес. Абсолютная высота — 1550 метров над уровнем моря по данным переписи 2010 года.